# Настоящее (журнал)
«Настоящее» — литературно-художественный сатирический журнал, издававшийся в 1928—1930 годы в Новосибирске. Одноимённая творческая группа. Считается выдающимся памятником периодики русского авангарда .Главный редактор — А. Л. Курс, стоит у истоков советской журналистики и кинодраматургии.

## История
Журнал «Настоящее» был основан в конце 1928 году журналистом и партийным работником Сибкрайкома ВКП(б) А. Л. Курсом совместно с ответственным инструктором Сибкрайкома И.С.Нусиновым при поддержке и участии секретаря Сибирского крайкома ВКП(б) С.И. Сырцова. Первый номер издания вышел 1 января 1928 года. Александр Курс стоит у истоков советской журналистики.
Кредо журнала — превосходство «литературы факта» (фельетона, очерка, зарисовки, публицистики) над «литературой выдумки» (художественных произведений). О своих целях журнал писал:

«Мы хотим писать сегодняшний советский день в действии… Отражать мы хотим те факты, которые надо отражать, как нападение на врага… Мы хотим воздействовать, а не воспевать…Скука, тоскование, убегание от жизни — порочная привычка людей, не знающих радостей делания вещей, радости творческого переделывания жизни…Мы хотим быть горнистами армии советских строителей: будить от сна, предупреждать о врагах — косности, лени, обыденщине…Лозунги: Корчевать тайгу мозгов! От патриархальной Горной Шории — к Кузнецкстрою!..Убегающих от жизни в страну лживой мечты — за шиворот и — на леса советской стройки!.. Настоящее — сегодняшнее. Настоящее — неподдельное. Настоящее — предвидение будущего»
Журнал “Настоящее” издавался в Новосибирске в 1928 — начале 1930 гг. На общем литературном фоне он представлял собой весьма оригинальное советское издание авангардистского типа с заметным “левацким” уклоном. Создавая журнал и одноимённую творческую группу, их организаторы, литераторы и партработники— Александр Курс, Исаак Нусинов, Алексей Панкрушин, Владимир Каврайский — по примеру литераторов группы ЛЕФ (Левый фронт искусств) рассчитывали дать жизнь новому направлению в литературе. В выпущенной ими декларации объявлялось, что “Настоящее” ставит своей целью неустанную борьбу против “литературы прошлого” — лживой нэповской и буржуазной “литературы вымысла” — за “литературу настоящего”, которая является “литературой факта”, единственно правильной и отвечающей советской эпохе. В целом теория “настоященцев” (самоназвание группы) сводилась к отрицанию художественной литературы вообще, к замене её очерком и фактографическим описанием событий, а их идейная платформа выражалась в стремлении “преодолеть правую опасность в литературе”. Группа и журнал проводили свои мероприятия с шумом и примесью эпатажа; устраивали эффектные диспуты, широкие публичные выступления, часто нападали на своих противников с напором и остроумием, не щадя никаких авторитетов. Под огонь их критики попадали многие известные российские писатели — М. Шолохов, В. Катаев, Б. Пильняк, Вс. Иванов, А. Платонов, М. Горький, А. Фадеев. В дополнение ко всему журнал (с ведома покровителя литераторов С.И. Сырцова) опубликовал под псевдонимами несколько статей видных троцкистов, отбывавших ссылку в Сибири — Л. Сосновского и А. Воронского.
Сразу после выхода первых номеров «Настоящего», в майском выпуске журнала «Новый ЛЕФ» (Москва) за 1928 год появилась рецензия на новосибирское издание, которое автор публикации, С. Третьяков, высоко оценил, поставив в пример столичному журнальному авангарду.
Творческий коллектив «Настоящего» негативно относился к поэтам и прозаикам, которые группировались вокруг Сибирского союза писателей, называя врагами пролетарской идеологии и реакционерами В. А. Итина, В. Я. Зазубрина, Г. М. Пушкарёва, К. Н. Урманова, Г. А. Вяткина, С. Н. Маркова, Г. М. Ерошина, педагога А. М. Топорова и старейшего журналиста-большевика В. Д. Вегмана.
В первых месяцах в выпуске журнала принимал участие Сибкрайиздат (до № 5), руководитель Сибкрайиздата М. М. Басов и В. Я. Зазубрин были соредакторами «Настоящего».
Первое время в журнале появлялись произведения Л. Н. Мартынова, А. М. Топорова, С. Н. Маркова, М. А. Никитина, А. С. Сорокина (повесть «33 скандала Колчаку»), А. Л. Коптелова, Н. И. Анова и других литераторов, которые были не согласны с превосходством «литературы факта». Впоследствии сотрудничество с ними прекратилось, в «Настоящем» остались лишь члены литературной группы, в основном это были журналисты из газеты «Советская Сибирь» (А. Панкрушин, Б. Резников, М. Гиндин, Е. Иванов и т. д.).
Журнал был отмечен на Кёльнской выставке печати в 1928 году.
Об Иосифе Сталине и его деятельности журнал не сообщал ничего, кроме нескольких цитат из его речей, набранных мелким шрифтом.
На заседании бюро Сибирского Краевого Комитета ВКП(б), под председательством С.Сырцова обсуждался конфликт Горького с редакцией журнала. В выписке из протокола заседания говорится: «...бюро считает ошибочным обвинение т. М. Горького против активных работников группы “Настоящее” — Курса, Панкрушина и Гиндина в статье “Рабочий класс должен создать своих мастеров культуры”, помещенной в “Известиях” от 25 июня. В этой статье М. Горький, очевидно неправильно информированный, изображает как “гонения на худ. литературу” борьбу, которую настоященцы и др. парт. товарищи вместе с лучшими представителями лит. общественности, под руководством Крайкома партии, вели и ведут с реакционной частью сибирских литераторов».
После двух лет  деятельности “настоященцев” политическое руководство страны решило закрыть журнал и запретить группу. Как только в ЦК ВКП(б) стало готовиться соответствующее решение, московские сторонники группы приняли меры. Поздней осенью 1929 г. по предложению Сырцова (он был переведён Сталиным на пост председателя СНК РСФСР) в Новосибирск был отправлен специальный посланник, сотрудник СНК РСФСР Резников, чтобы подготовить организованное отступление. Все члены “Настоящего”, находившиеся в городе, собрались на квартире Каврайского, где и состоялось их совещание. Резников выступал от имени Сырцова. Он сообщил, что в связи с резкими выступлениями “Настоящего” против Максима Горького ЦК готовит решение о роспуске “Настоящего”, и поэтому Сырцов считает желательным, чтобы “Настоящее” заблаговременно приняло меры к самороспуску, а также выступило с заявлением о своих ошибках. Участники совещания поддержали это предложение. Было решено в ближайшем номере журнала объявить о самороспуске группы и о признании ошибок журнала в литературных вопросах. На этом же совещании у Каврайского говорилось о том, что сотрудники и единомышленники “Настоящего” в дальнейшем не должны терять друг друга из виду и впредь поддерживать между собою связи. Никаких записей и протоколов на совещании не велось.

### Закрытие журнала и репрессии
В конце декабря 1929 г. в центральной печати, а затем и в местных изданиях было опубликовано постановление ЦК ВКП(б), которое окончательно определило судьбу “Настоящего”. Оно носило название “О выступлении части сибирских литераторов и литературных организаций против Максима Горького” и содержало резкую политическую оценку. Журнал был обвинен в “левых перегибах в линии и деятельности литературных организаций” и вскоре прекратил существование. В первом номере января 1930 года литераторы журнала пытались отречься от прежней деятельности, тем не менее этот номер «Настоящего» стал последним, журнал прекратил существование, а большинство его авторов в дальнейшем подверглось репрессиям.     В конце 1929 г. Александр Курс отстранён от должности редактора краевой газеты “Советская Сибирь”. Большинство сотрудников “Настоящего” из-за травли вынуждено было покинуть Новосибирск.
Сергей Иванович Сырцов, назначенный Председателем СНК РСФСР и кандидатом в члены Политбюро, забрал с собой из Новосибирска в Москву единомышленников, сотрудников и авторов журнала - Курса, Нусинова, Каврайского и других. Они получили ответственные посты в ЦК ВКП(б). Объедившись  вокруг Сырцова, проводили совещания на квартирах Нусинова и Курса с целью сместить Сталина с поста Генерального секретаря.
В ноябре 1930 г., в результате острого столкновения с группировкой Сталина, рухнула карьера Сергея Сырцова. Его лишили поста председателя Совнаркома, вывели из состава Политбюро и ЦК ВКП(б). 10 сентября 1937 года он был осуждён ВК Верховного Суда СССР в течение 15 минут и в тот же день расстрелян. Поскольку сотрудники журнала поддерживали с ним тесные связи и пользовались его покровительством, часть из них подверглась строгим взысканиям. Совместным постановлем ЦК ВКП(б) и  Центральной контрольной комиссии при ЦК ВКП(б) А. Панкрушин, И. Нусинов и  В.Каврайский в ноябре 1930 г. были исключены из партии за “неразрывную связь с право-левацкими двурушниками”. В 1937 году Александр Курс, а также  Исаак Нусинов и Владимир Каврайский, литератор и партработник, были расстреляны в 1937 году как активные участники "блока Сырцова-Ломинадзе".

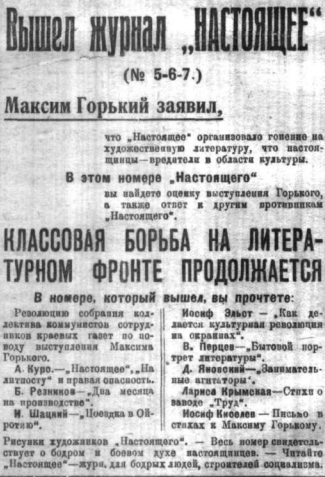
Реклама журнала в газете «Советская Сибирь», 1929 год

## Оформление
Журнал отличался большой привлекательностью, создатели «Настоящего» уделяли много внимания иллюстрациям и оформлению. В издании работали лучшие сибирские художники-графики: А. Заковряшин, С. Липин, А. Вощакин, С. Бигос, В. Уфимцев и др.
Это был новый для Сибири тип журнала с остроумными заголовками, резкой сатирой и множеством замечательных иллюстраций.